# Neferrenpet (Wesir, 20. Dynastie)
Neferrenpet war ein altägyptischer Wesir der 20. Dynastie (Neues Reich). Er diente unter Ramses IV. bis mindestens zur Regierungszeit von Ramses VI.

## Datierung
Sein Name ist zuerst im Jahr 1 von Ramses IV. belegt. Er war der Nachfolger des Wesirs Ta, der zuletzt im Jahr 29 von Ramses III. bezeugt ist. Laut Peden ist nicht vollständig gesichert, ob er, wie sein Vorgänger, Wesir beider Landesteile war, zumindest bezog er seine offizielle Residenz unter Ramses IV. in Memphis.
Offenbar wurden gleichzeitig mit dem Regierungsantritt von Ramses IV. auch einige Stellen in der Verwaltung ausgetauscht. Es ist ungewiss, wie lange Neferrenpet wirklich im Amt blieb. Anscheinend bekleideten dann unter Ramses VI. Nehi und Ramsesnacht, sowie im Jahr 14 des Ramses IX. letztendlich Nebmaatrenacht das Wesirat.

## Belege
Leider existieren nur wenige Monumente von Neferrenpet. Aus der Regierungszeit von Ramses IV. stammt lediglich eine rote Granitstatue. Dafür ist er umso öfter auf Ostraka, Papyri und Graffiti aus Deir el-Medina bezeugt, wo er häufig Besuche abstattete. Der Wesir war seit der Ramessidenzeit auch Bauleiter des königlichen Grabes und wirkte entscheidend am Planungsprozess mit.

## Amtshandlungen
Demnach besuchte er die Arbeiterstätte zum ersten Mal am 28. Achet I im Jahr 1 von Ramses IV., um Silber an die Arbeiterschaft auszuhändigen. Es war ein fester Brauch bei Regierungsantritt Geschenke zu übermitteln, um einerseits für eine gewissenhafte Arbeit zu sorgen und andererseits die Grabarbeiter daran zu erinnern, dass sie von der Versorgung des Staates abhingen.
Am 17. und 18. Achet II im Jahr 2 erfolgte ein zweiter Besuch, um eine geeignete Stelle für das Königsgrab im Tal der Könige zu suchen. Über einen Monat später kehrte er mit anderen Würdenträgern zum Tal der Könige zurück, um die Arbeitskräfte des Grabes auf 120 Mann zu verdoppeln. Im folgenden Jahr (10. Achet IV) gab es gegen Neferrenpet und einige hohe Beamte eine Beschwerde des Arbeiterdorfes wegen ausbleibender Lohnzahlungen. Am 10. Achet IV. im Jahr 4 kehrte er mit dem Hohepriester des Amun Ramsesnacht zurück nach Theben-West. Am 7. Achet IV. im Jahr 5 fertigte er einen Plan für das königliche Grab an, wahrscheinlich wegen einer Planänderung für die hinteren Räume. Am 26. Peret IV desselben Jahres nahm er an einem Trankopfer einer unbestimmten Zeremonie teil.
Häufige Besuche in Deir el-Medina folgten im 6. Jahr, so gab es z. B. eine Inspektion der Arbeiten am 16. Schemu III, sowie Besuche am 9. und 10. Achet I. Zwei Tage später erschien er mit dem königlichen Mundschenk Sethiherwenemef, um die Arbeiten am Königsgrab zu inspizieren, das sich zu diesem Zeitpunkt bereits in einem fortgeschrittenen Zustand befand. Der letzte Besuch des Jahres und in der Regierungszeit von Ramses IV. erfolgte am 19. Peret I.